# Thomas Pelham-Holles, Công tước thứ 1 xứ Newcastle
Thomas Pelham-Holles, Công tước thứ 1 xứ Newcastle KG, PC, FRS (21 tháng 7 năm 1693 – 17 tháng 11 năm 1768) là một chính khách Đảng Whig người Anh, từng 2 lần giữ ghế Thủ tướng Vương quốc Anh, ông có 18 năm phục vụ cho Đảng Whig. Với những đóng góp của mình cho Vương quốc Anh, ông đã được trao tước vị Công tước xứ Newcastle, và con cháu của ông đã thừa kế nó cho đến năm 1988, vị Công tước thứ 10 qua đời mà không có người thừa kế, nên tước vị trở về với ngai vàng.
Ông đã phục vụ dưới trướng của Robert Walpole hơn 20 năm cho đến năm 1742. Ông nắm quyền lực cùng với anh trai mình, Thủ tướng Henry Pelham, cho đến năm 1754. Sau đó, ông giữ chức Ngoại trưởng liên tục trong 30 năm và điều phối chính sách đối ngoại của cả vương quốc.
Sau khi Henry qua đời, Công tước xứ Newcastle giữ chức thủ tướng 6 năm trong hai thời kỳ riêng biệt. Trong khi chức vụ thủ tướng đầu tiên của ông không đặc biệt đáng chú ý, ông đã gây ra Chiến tranh Bảy năm, và khả năng ngoại giao yếu kém của ông đã khiến ông mất chức thủ tướng. Sau nhiệm kỳ thứ hai, ông phục vụ một thời gian ngắn trong trong nội các của Hầu tước xứ Rockingham, trước khi nghỉ hưu. Ông được đánh già là chỉ hoạt động hiệu quả nhất với tư cách là cấp phó cho một nhà lãnh đạo có năng lực cao hơn, chẳng hạn như Walpole, anh trai Henry của ông hoặc Pitt. Ông thực sự thành công trong việc điều phối nguồn lực, chọn người ứng cử, giúp Đảng Whig chiến thắng nhiều cuộc bỏ phiếu.